# Bahnhof Lambrecht (Pfalz)
Der Bahnhof Lambrecht (Pfalz) ist der Bahnhof der rheinland-pfälzischen Stadt Lambrecht (Pfalz). Er verfügt über drei Bahnsteiggleise. Der Bahnhof liegt in der Tarifzone 121 des Verkehrsverbundes Rhein-Neckar (VRN). Seine Anschrift lautet Bahnhofstraße 4.
Er liegt an der Bahnstrecke Mannheim–Saarbrücken, die im Wesentlichen aus der Pfälzischen Ludwigsbahn Ludwigshafen–Bexbach hervorging. Eröffnet wurde er am 25. August 1849, als die Ludwigsbahn auf voller Länge in Betrieb genommen wurde. Ab 1902 wurde ein Industriegleis zur Sattelmühle errichtet, aus dem 1909 eine Nebenbahn (genannt „Kuckucksbähnel“) nach Elmstein hervorging. Bis 1960 wies diese regulären Personenverkehr auf und dient seit 1984 dem Museumsbahnbetrieb.

## Lage
Der Bahnhof befindet sich am nördlichen Stadtrand und ist von Sandsteinformationen umgeben. Unmittelbar südlich – annähernd parallel zu den Gleisen – verläuft die Bahnhofstraße, die in östlicher Richtung schließlich in einer langgezogenen S-Kurve in die Hauptstraße – zugleich die Bundesstraße 39 – mündet. Nach Westen wird sie zur Sommerbergstraße. Letztere überbrückt den Bahnhofsbereich, um nördlich von ihm – ebenfalls annähernd parallel – ein Wohngebiet nördlich der Bahn anzubinden. Der Bahnhof selbst befindet sich bei Streckenkilometer 70,752. Der Nullpunkt der Kilometrierung befindet sich zwischen Bexbach und Neunkirchen an der ehemaligen bayerisch-preußischen Landesgrenze.
Die Bahnstrecke Mannheim–Saarbrücken verläuft innerhalb von Lambrecht von Ost nach West in einer leichten Kurvenlage. Vom Bahnhofsbereich abgesehen teilt sich das Kuckucksbähnel das Gleis der Hauptstrecke, um nach rund anderthalb Kilometern kurz vor Frankeneck nach Südwesten über die Bundesstraße ins Elmsteiner Tal einzuschwenken.

## Geschichte

### Planung, Bau und Eröffnung (1835–1849)
Erste Planungen sahen vor, innerhalb der damaligen Rheinpfalz zuerst eine Bahnstrecke in Nord-Süd-Richtung in Betrieb zu nehmen. Dann wurde jedoch mit Preußen vereinbart, zuerst eine Magistrale in Ost-West-Richtung zu bauen, die hauptsächlich dem Kohletransport aus der Saargegend zum Rhein dienen sollte.
Östlich von Kaiserslautern standen zwei Trassen zur Diskussion, auf denen die Überwindung des topografisch schwierigen Pfälzerwaldes möglich erschien. Zunächst dachten die verantwortlichen Ingenieure an einen Streckenverlauf über das Dürkheimer Tal und Bad Dürkheim, entschieden sich aber schließlich für die Variante durch das Neustadter Tal. Dessen Überwindung würde sich gemäß einem Gutachten zwar ebenfalls schwierig gestalten, jedoch keine stationären Dampfmaschinen und Seilzüge erfordern. Der Bahnhof Lambrecht war auf diesem Teilstück zwischen Kaiserslautern und Neustadt einer von vier geplanten Zwischenbahnhöfen.
Der Streckenabschnitt durch den Pfälzer Wald war der letzte, der in Betrieb genommen wurde. Gründe dafür waren Verzögerungen beim Grunderwerb und die schwierige Topografie. Die Eröffnung der durchgehenden Strecke fand schließlich am 25. August 1849 statt. Zuvor hatten Kutschen – damals als „Omnibusse“ bezeichnet – den Verkehr auf dem noch fehlenden Streckenteil übernommen.

### Weitere Entwicklung und Eröffnung des Kuckucksbähnels
In den 1880er Jahren gab es erste Bestrebungen, die Verkehrssituation im benachbarten Elmsteiner Tal zu verbessern. Pläne, eine Straßenbahn von Neustadt über Lambrecht nach Elmstein zu bauen, setzten sich jedoch nicht durch. Nachdem die bayerische Regierung am 5. April 1892 einen Gesetzesentwurf entgegengenommen hatte, der den Bau von Nebenbahnen in der Pfalz betraf, sollte diese der Vorlage entsprechend an bestimmte Strecken Zinsgarantien erteilen. Während dieser Zeit stand auch die Errichtung einer Nebenbahn von Lambrecht nach Elmstein zur Diskussion, für die sich der Abgeordnete Andreas Deinhard in der Abgeordnetenkammer einsetzte. Mit der schrittweisen Aufgabe der Trift ab dem Ende des 19. Jahrhunderts drohte dem Elmsteiner Tal die Haupterwerbsquelle wegzubrechen, und die Bewohner waren gezwungen, sich um Verbesserungen zu bemühen. In den Augen der Betroffenen lag die Lösung des Problems in einer Bahnverbindung, die als Ersatz für den Holztransport fungieren sollte. Darüber hinaus wurde die geplante Verbindung als belebendes Element für die Wirtschaft im Elmsteiner Tal betrachtet.

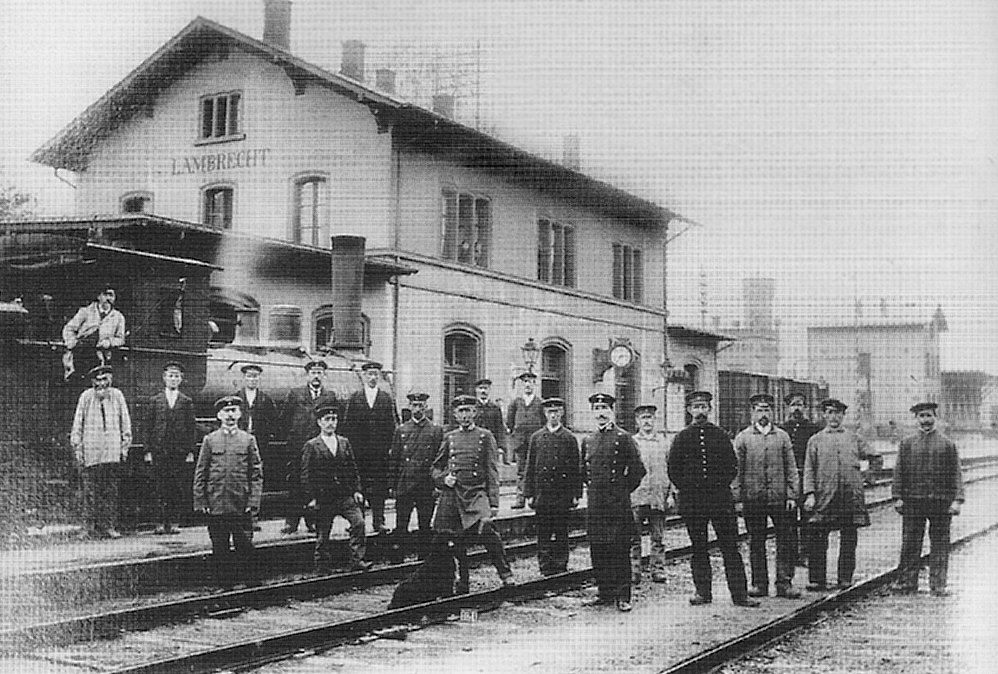
Bahnhof um 1900

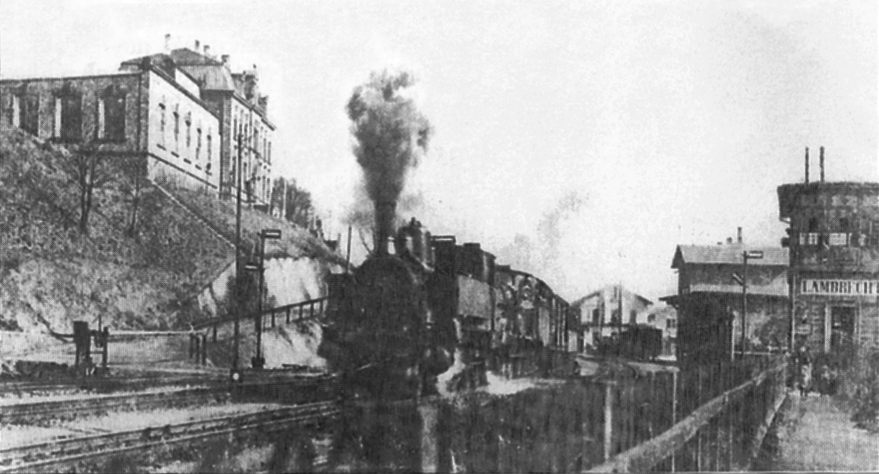
Eilzug bei der Durchfahrt durch den Bahnhof

1902 wurde als Keimzelle für eine vollständige Nebenbahn nach Elmstein eine Güterbahn über Frankeneck bis zum Weiler Sattelmühle eröffnet. Daraus ging letztlich das bis nach Elmstein führende Kuckucksbähnel hervor, das auf voller Länge am 23. Januar 1909 eröffnet wurde. Ursprünglich sollte die Eröffnungsfahrt von Elmstein aus stattfinden, jedoch kam es dabei zu einem Unfall, weshalb der Ersatzzug von Lambrecht aus verkehrte.
Anfang des 20. Jahrhunderts erhielt der Bahnhof wie alle in der Pfalz Bahnsteigsperren. Während dieser Zeit wurde der Bahnhof von der Betriebs- und Bauinspektion Neustadt verwaltet und war Sitz einer Bahnmeisterei. Die 1909 aus den Pfälzischen Eisenbahnen hervorgegangene Königliche Eisenbahndirektion Ludwigshafen wurde nach der Gründung der Deutschen Reichsbahn ab 1922 als Reichsbahndirektion Ludwigshafen geführt. Ein Jahr später wurden die am Bahnhof beschäftigten Eisenbahner im Zuge des von Frankreich durchgeführten, bis 1924 dauernden Regiebetriebs ausgewiesen. Danach kehrten sie zurück. Im Zuge der Auflösung der Ludwigshafener Direktion wechselte er zum 1. April 1936 in den Zuständigkeitsbereich der Reichsbahndirektion Mainz; zu dieser Zeit unterstand er dem Betriebsamt (RBA) Neustadt.
Im Zuge der Kampfhandlungen des Zweiten Weltkrieges wurde das Bahnhofsgebäude im März 1945 durch Brandstiftung von Seiten von Fremdarbeitern zerstört. Provisorisch musste deshalb eine Baracke, die zuvor der Wehrmacht zur Unterbringung von Pferden gedient hatte, seine Funktion übernehmen.

### Deutsche Bundesbahn und Deutsche Bahn
Die französische Besatzungsmacht ordnete nach dem Zweiten Weltkrieg alle Bahnanlagen im nördlichen Teil ihrer Besatzungszone der Eisenbahndirektion Mainz zu. Die Deutsche Bundesbahn (DB), die ab 1949 für den Bahnbetrieb zuständig war, eröffnete am 5. Juni 1957 das neue Empfangsgebäude. Auf dem Kuckucksbähnel endete der reguläre Personenverkehr bereits 1960. Aufgrund der dünnen Besiedlung der Gegend hatte seine Bedeutung in erster Linie im Güterverkehr gelegen; der Personenverkehr spielte stets eine untergeordnete Rolle. Da die Magistrale von Mannheim nach Saarbrücken schon immer für den Fernverkehr eine große Bedeutung besaß, wurde sie ab 1960 schrittweise elektrifiziert. Am 8. März 1960 konnte so auf dem Abschnitt Saarbrücken–Homburg elektrisch gefahren werden. Der Abschnitt Homburg–Kaiserslautern folgte am 18. Mai 1961, und ab dem 12. März 1964 war die Strecke auf gesamter Länge – einschließlich des Lambrechter Bahnhofs – elektrisch befahrbar. Die Elektrifizierung des restlichen Abschnitts hatte sich vor allem aufgrund der zahlreichen Tunnel zwischen Kaiserslautern und Neustadt, die dafür aufgeweitet werden mussten, verzögert. Mit der schrittweisen Auflösung der Bundesbahndirektion Mainz in den Jahren 1971/72 fiel die Zuständigkeit für den Bahnhof zum 1. Juni 1971 an die Bundesbahndirektion Karlsruhe. Zur selben Zeit wurden die Bahnsteigsperren aufgehoben. Auf dem Kuckucksbähnel verkehrte der letzte planmäßige Güterzug südlich von Frankeneck am 30. Juni 1976. Ein Jahr später wurde der dortige Verkehr offiziell eingestellt. In den letzten Betriebsjahren war die Zweigbahn offiziell nur noch ein Bahnhofgleis des Lambrechter Bahnhofs. Ab Mitte der 1970er Jahre wurde außerdem der an der Zweigbahn liegende Bahnhof Frankeneck zu einem Bahnhofsteil des Bahnhofs Lambrecht (Pfalz) umfunktioniert. Seit 1984 wird die Zweigstrecke im Museumsverkehr betrieben. Seit 1990 ist der Bahnhof Bestandteil des Verkehrsverbundes Rhein-Neckar (VRN).

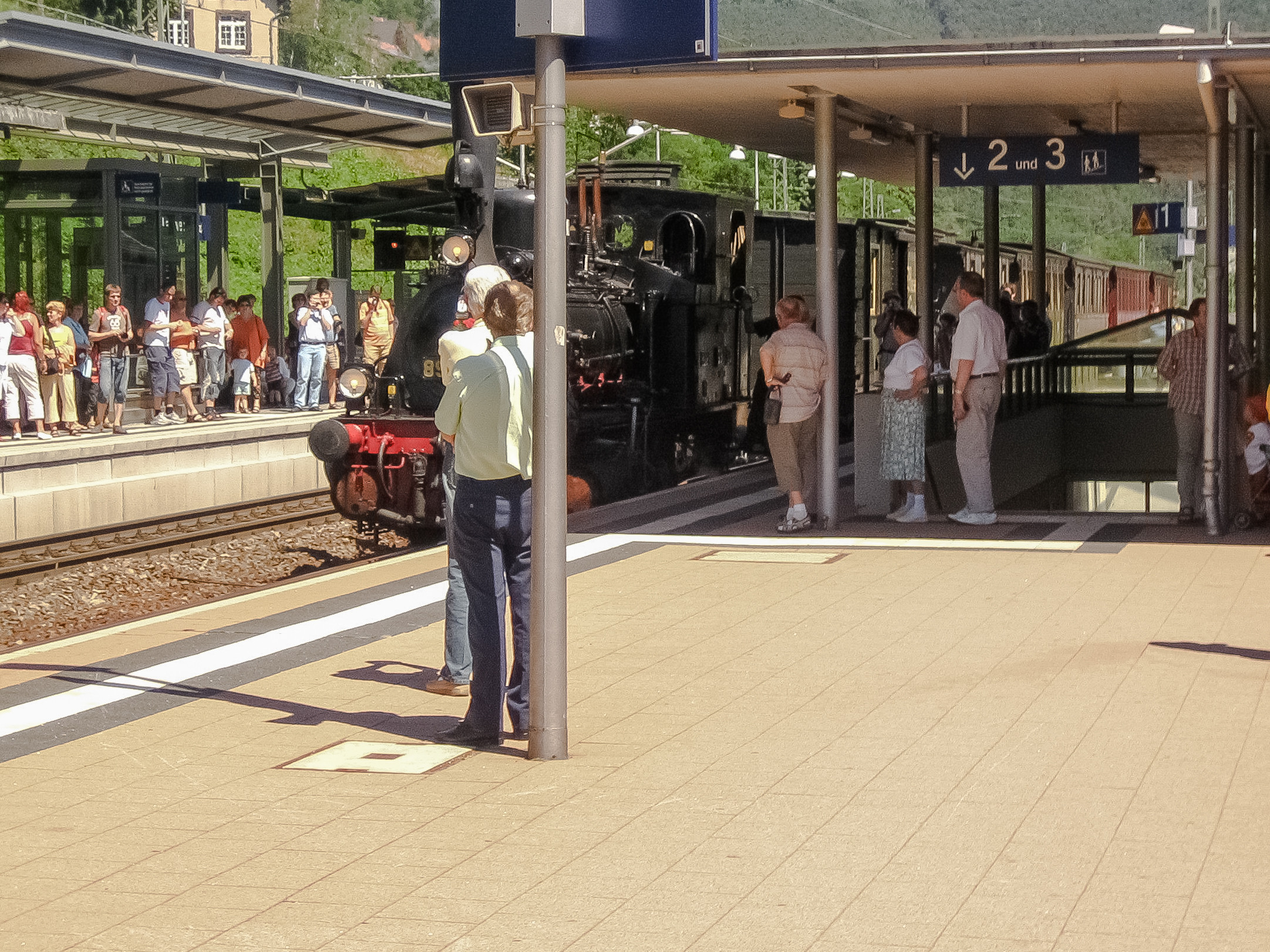
Zug des Kuckucksbähnels auf Gleis 1 des Lambrechter Bahnhofs im Jahr 2005

Die frühere Güterabfertigung, die zuletzt als Privathaus gedient hatte, wurde 1999 zugunsten von Parkplätzen abgerissen. Am 16. Mai desselben Jahres kam es in Neustadt zur Inbetriebnahme eines elektronischen Stellwerks, wodurch der Bahnhof seinen letzten Arbeitsplatz einbüßte. Zudem demontierte die DB Netz weitere Bahnhofsgleise, sodass der Bahnhof seither noch über drei Hauptgleise verfügt. 2003 erfolgte im Zuge der Integration der Bahnstrecke Mannheim–Saarbrücken bis Kaiserslautern in das Netz der S-Bahn RheinNeckar der behindertengerechte Ausbau der Bahnsteige. Dies geschah durch das Unternehmen Wieland & Schultz GmbH im Auftrag der DB Station&Service. Die Eröffnung der S-Bahn fand am 14. Dezember 2003 statt, in deren System der Bahnhof Lambrecht seither integriert ist.

## Bauwerke

### Erstes Empfangsgebäude
Das ursprüngliche Empfangsgebäude war ein Sandsteingebäude mit zwei Geschossen. Es entsprach vom Baustil her demjenigen, der in der Pfalz vor allem in der zweiten Hälfte des 19. Jahrhunderts bei Bahnhöfen üblich war. Seine Längsachse verlief parallel zu den Gleisen. Entlang der Giebel- und der Längswände existierten an jeder Seite pro Stockwerk jeweils drei Fenster. Die Türen sowie die Fenster besaßen Rahmen aus Sandstein. Im Erdgeschoss befanden sich die Diensträume, der Fahrkartenverkauf, ein Zimmer für den Fahrdienstleiter, Büros, Wartesäle sowie die Expressgut- und Gepäckabfertigung. Letztere wurde 1900 in einen eigens errichteten einstöckigen Anbau verlegt. Im oberen Stockwerk waren die Wohnungen der Bahnbeamten und vor allem des Vorstands des Bahnhofs untergebracht. In Bezug auf seine Größe war es dem hohen Verkehrsaufkommen nur bedingt gewachsen, so dass 1900 ein Anbau für die Abfertigung von Gepäck und Expressgut eröffnet wurde. 1907 erhielt die Güterabfertigung einen Anbau mit drei Stockwerken. Im Zweiten Weltkrieg fiel es einer Brandstiftung zum Opfer.

### Heutiges Empfangsgebäude
Das heutige Empfangsgebäude wurde 1957 fertiggestellt, befindet sich an der Stelle seines Vorgängers und ist kleiner als dieses ausgeführt. Im Untergeschoss fand der Verkauf von Fahrkarten sowie die Abfertigung von Expressgut und Gepäck statt. Der Haupteingang befand sich genau wie der Warteraum in der Mitte des Stockwerks. Im östlichen Flügel befand sich eine Gaststätte samt Nebenräumen. Der obere Stock beherbergte Verwaltungsräume und das Büro des Bahnhofsvorstehers. Anfang der 1980er Jahre wurde der Bahnhof als eigenständige Dienststelle aufgehoben. Dies war mit einem Umbau des Bahnhofsgebäudes und der Schließung der dort untergebrachten Gaststätte verbunden.

### Stellwerke
In den 1880er Jahren errichteten die Pfälzischen Eisenbahnen zwei jeweils zweistöckige mechanische Stellwerke – damals Zentralapparate genannt – der Bauart Bruchsal G. Eines von ihnen entstand am westlichen Bahnhofskopf und das andere am östlichen. Nachdem ein Gleis zum Holzladeplatz und zum Industriegleis zur Sattelmühle entstanden war, kam ein drittes am Abzweig von der Ludwigsbahn hinzu. Unter der Deutschen Reichsbahn entstanden 1934 zwei neue mechanische Stellwerke nach Einheitsbauart. Dasjenige im Westen des Bahnhofsbereichs diente als Befehlsstellwerk, das im Osten als Wärterstellwerk. 1985 wurden sie demontiert. Im Empfangsgebäude wurde daraufhin ein Relaisstellwerk von Siemens ohne Weichenselbstlauf (Bauart DrS2) in Betrieb genommen. Dieses fungierte als Fahrdienstleiterstellwerk, das die Bezeichnung Lf trug. Seit 1999 ist es außer Betrieb.
Heute ist für den Bahnhof der Fahrdienstleiter Neustadt 2 der ESTW-Unterzentrale Neustadt (Weinstraße) des Steuerbezirks Saar der Betriebszentrale Karlsruhe zuständig.

### Anlagen und weitere Bauten

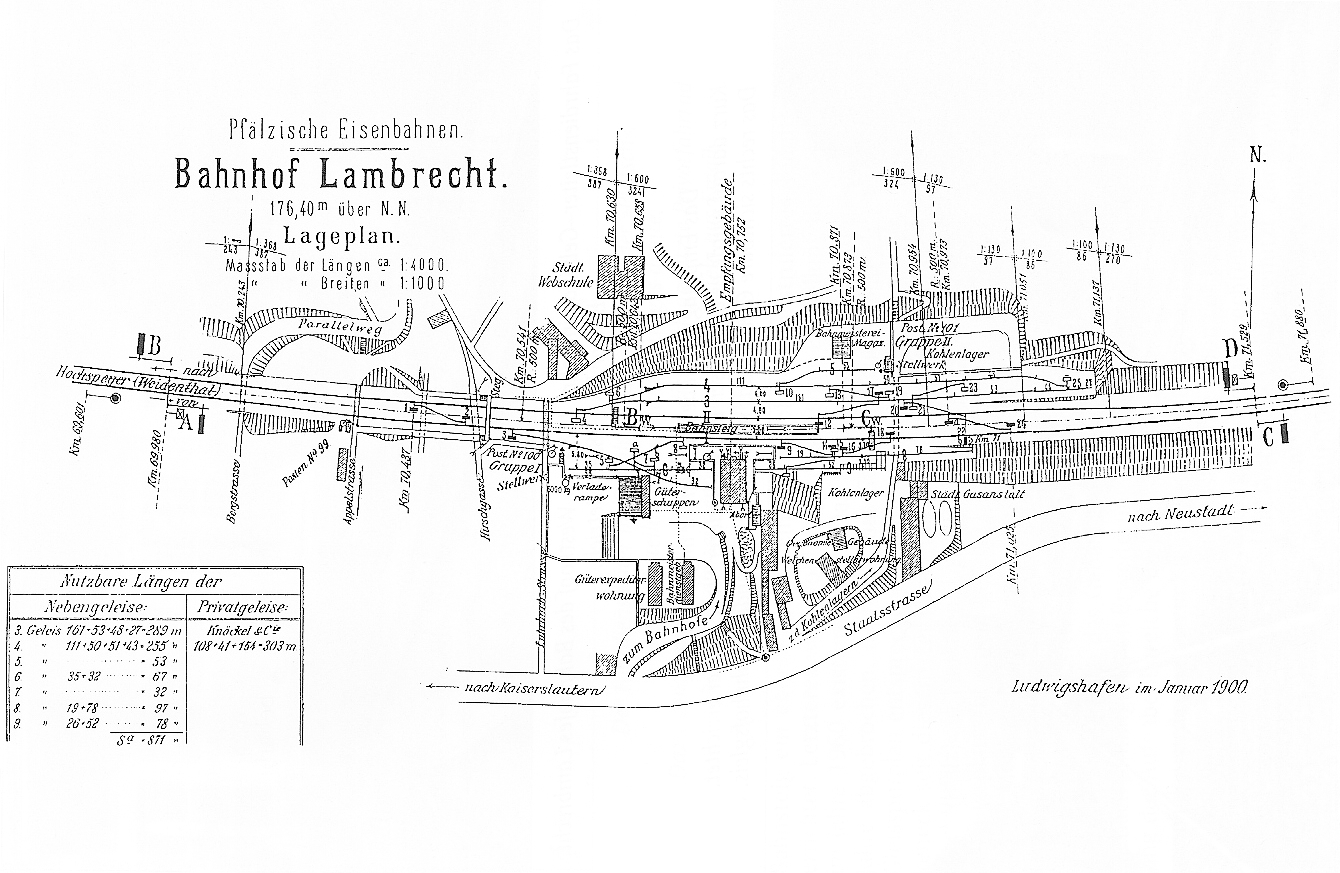
Gleisplan um 1900

Um 1900 besaß der Bahnhof insgesamt acht Gleise. Im südwestlichen Bereich befanden sich mehrere Stumpfgleise. Über Jahrzehnte blieben die Gleisanlagen im Wesentlichen unverändert. Anfang der 1960er Jahre fand während der Elektrifizierungsarbeiten eine Veränderung der Unterführungen, Gleisanlagen und Sicherheitseinrichtungen statt. So wurde beispielsweise der zwischen den Gleisen 1 und 2 befindliche Inselbahnsteig durch einen neuen Mittelbahnsteig zwischen den Gleisen 2 und 3 ersetzt. Ende der 1980er Jahre wurden die Gleisanlagen deutlich reduziert, der Bahnhof verfügt seitdem nur noch über drei Gleise. Gleis 1 am Hausbahnsteig dient sowohl Güterzügen als Überholgleis als auch den Zügen des Kuckucksbähnels, die Gleise 2 und 3 dienen der Hauptstrecke.

## Verkehr

### Personenverkehr
Bis 1865 existierten im Nahverkehr keine reinen Personenzüge, sondern allenfalls gemischte Züge. Diese hielten oft nicht an allen Bahnhöfen. 1865 bedienten drei Zugpaare der Relation Worms–Neunkirchen den Bahnhof. 1871 fuhren die Züge teilweise bis nach Mainz. Im Bahnhof selbst hielten sie sich eine Minute auf. Die Nahverkehrszüge fuhren im Jahr 1884 primär in der Relation Neunkirchen–Worms. Zusätzlich gab es Züge, die ausschließlich Teilabschnitte wie Neustadt–Kaiserslautern und Kaiserslautern–Worms befuhren. Manche hielten nicht an allen Unterwegsbahnhöfen.
Ende der 1890er Jahre fuhren sieben Zuge nach Kaiserslautern und sechs nach Neustadt; hinzu kam ein weiteres Zugpaar zwischen Neustadt und Lambrecht. Die Züge auf der Alsenztalbahn fuhren im Sommer 1914 auf der Relation Bad Münster–Neustadt, machten im Bahnhof Hochspeyer Kopf und hielten auch in Lambrecht. Während des Ersten Weltkriegs und der Zwischenkriegszeit beschränkte sich der Nahverkehr weitgehend auf die Relation Neustadt–Kaiserslautern. Außerdem reduzierte sich das Zugangebot etwas.
Während des Zweiten Weltkriegs befuhren entlang der Bahnstrecke Mannheim–Saarbrücken die meisten Nahverkehrszüge ausschließlich Teilabschnitte. In westlicher Richtung gelangten sie in der Regel maximal bis Homburg. In der Nachkriegszeit war der Verkehr größtenteils erneut auf den Abschnitt Neustadt–Kaiserslautern beschränkt. 1948 fuhren sowohl an Werktagen als auch am Wochenende sechs Züge, hinzu kamen werktags drei, die das Kuckucksbähnel bedienten, an Sonntagen war es einer weniger. Diese wurden bis nach Neustadt durchgebunden.
Ab 1991 verkehrten Züge der Relation Trier–Offenburg, die östlich von Kaiserslautern überall und somit auch in Lambrecht hielten. Einige Jahre später kamen Züge der Relation Homburg–Neckarelz–Osterburken beziehungsweise –Heilbronn hinzu. Ab 2001 fuhren die Züge, die bislang bis Offenburg verkehrten, größtenteils ausschließlich bis Karlsruhe.
| Linie | Verlauf | Takt                       |
| ----- | --- | -------------------------- |
| S 1   | Homburg (Saar) Hbf – Bruchmühlbach-Miesau – Hauptstuhl – Landstuhl – Kindsbach – Einsiedlerhof – Vogelweh – Kennelgarten – Kaiserslautern Hbf – Hochspeyer – Frankenstein (Pfalz) – Weidenthal – Neidenfels – Lambrecht (Pfalz) – Neustadt (Weinstr) Hbf – Neustadt (Weinstr)-Böbig – Haßloch (Pfalz) – Böhl-Iggelheim – Schifferstadt – Limburgerhof – (Ludwigshafen-Rheingönheim – Ludwigshafen-Mundenheim –) (einzelne Züge) Ludwigshafen (Rhein) Hbf – Ludwigshafen (Rhein) Mitte – Mannheim Hbf – Mannheim ARENA/Maimarkt – Mannheim-Seckenheim – Mannheim-Friedrichsfeld Süd – Heidelberg-Pfaffengrund/Wieblingen – Heidelberg Hbf – Heidelberg-Weststadt/Südstadt – Heidelberg-Altstadt – Heidelberg-Schlierbach/Ziegelhausen – Heidelberg Orthopädie – Neckargemünd – Neckargemünd Altstadt – Neckarsteinach – Neckarhausen (b Neckarsteinach) – Hirschhorn (Neckar) – Eberbach – Lindach – Zwingenberg (Baden) – Neckargerach – Binau – Mosbach‐Neckarelz – Mosbach West – Mosbach (Baden) – Neckarburken – Dallau – Auerbach (b Mosbach) – Oberschefflenz – Eicholzheim – Seckach – Zimmern bei Seckach – Adelsheim Nord – Osterburken Stand: Fahrplanwechsel Dezember 2021 | 60 min                     |
| S 2   | Kaiserslautern Hbf – Hochspeyer – Frankenstein (Pfalz) – Weidenthal – Neidenfels – Lambrecht (Pfalz) – Neustadt (Weinstr) Hbf – Neustadt (Weinstr)-Böbig – Haßloch (Pfalz) – Böhl-Iggelheim – Schifferstadt – Limburgerhof – Ludwigshafen-Rheingönheim – Ludwigshafen-Mundenheim – Ludwigshafen (Rhein) Hbf – Ludwigshafen (Rhein) Mitte – Mannheim Hbf – Mannheim ARENA/Maimarkt – Mannheim-Seckenheim – Mannheim-Friedrichsfeld Süd – Heidelberg-Pfaffengrund/Wieblingen – Heidelberg Hbf – Heidelberg-Weststadt/Südstadt – Heidelberg-Altstadt – Heidelberg-Schlierbach/Ziegelhausen – Heidelberg Orthopädie – Neckargemünd – Neckargemünd Altstadt – Neckarsteinach – Neckarhausen (b Neckarsteinach) – Hirschhorn (Neckar) – Eberbach – Lindach – Zwingenberg (Baden) – Neckargerach – Binau – Mosbach‐Neckarelz – Mosbach West – Mosbach (Baden) Stand: Fahrplanwechsel Dezember 2021 | 60 min                     |
| S 44  | Homburg (Saar) Hbf – Bruchmühlbach-Miesau – Hauptstuhl – Landstuhl – Kindsbach – Einsiedlerhof – Vogelweh – Kennelgarten – Kaiserslautern Hbf – Hochspeyer – Frankenstein (Pfalz) – Weidenthal – Neidenfels – Lambrecht (Pfalz) – Neustadt (Weinstr) Hbf – Neustadt (Weinstr)-Böbig – Haßloch (Pfalz) – Böhl-Iggelheim) – Schifferstadt – Limburgerhof – Ludwigshafen-Rheingönheim – Ludwigshafen-Mundenheim – Ludwigshafen (Rhein) Hbf – Ludwigshafen (Rhein) BASF Süd – Ludwigshafen (Rhein) BASF Mitte – Ludwigshafen (Rhein) BASF Nord Stand: Fahrplanwechsel Dezember 2021 | einzelne Züge (wochentags) |

### Güterverkehr

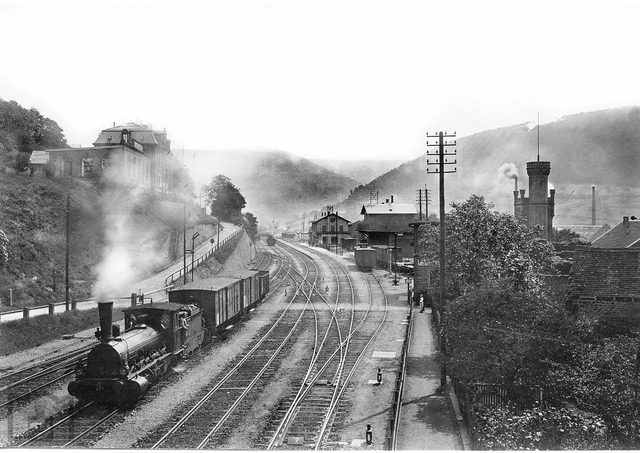
Güterzug um 1900 bei der Durchfahrt durch den Bahnhof Lambrecht

Wie alle Bahnhöfe entlang der damaligen Ludwigsbahn verfügte der Bahnhof über eine Güterabfertigung. 1871 hielten dort die normalen Güterzüge auf der Ludwigsbahn in den Relationen Kaiserslautern–Mainz, Homburg–Frankenthal. Ludwigshafen–Neunkirchen, Worms–Homburg fünf Minuten. Hinzu kam ein Steinzug der Relation Kaiserslautern–Ludwigshafen, der sich am Bahnhof insgesamt drei Minuten aufhielt. Kohlenzüge hielten sich am Bahnhof zwei Minuten auf, wobei nicht alle von ihnen den Bahnhof bedienten.
Am 24. Dezember 1881 errichtete die Ludwigsbahn-Gesellschaft in der Nähe des Bahnhofs einen Stapelplatz für die Holzverladung, um die Situation zu verbessern. Daraus entwickelte sich später der Güterbahnhof Lambrecht, da die Kapazitäten im Lambrechter Bahnhof an die Grenzen ihrer Leistungsfähigkeit kamen und aus Gründen der Topografie eine Erweiterung der Gleisanlagen unmöglich war. Auf seiner Höhe entstand später außerdem der Bahnhof Frankeneck am Kuckucksbähnel. Um in den Güterbahnhof zu gelangen, mussten die Züge im Frankenecker Bahnhof Kopf machen. Der Güterbahnhof selbst besaß vier Hauptgleise.
Ab den 1980er Jahren bedienten Übergabezüge den Bahnhof, der zu dieser Zeit keinen eigenen Gütertarifpunkt mehr bildete. Seine Bedienung fand vom Neustadter Hauptbahnhof statt, als dessen Satellit er fungierte. Inzwischen wird ausschließlich der als Lambrechter Bahnhofsteil fungierende frühere Bahnhof Frankeneck am abzweigenden Kuckucksbähnel bedient. Der restliche Güterverkehr wurde mittlerweile eingestellt.

### Individual- und Busverkehr
Der Bahnhof verfügt über Parkplätze, Fahrrad-Stellplätze und Busanschluss. Im südlichen Bahnhofsbereich befindet sich eine Bushaltestelle. An ihr hält die Buslinie 517, die den Bahnhof mit Neustadt an der Weinstraße, Lindenberg, Esthal, Frankeneck, Elmstein und Iggelbach verbindet. Zudem ist er Ausgangspunkt der Tour 5 des Mountainbikepark Pfälzerwald und des Geißbockwanderwegs, der nach Norden über den Pfälzerwald nach Deidesheim führt.